# Йохан Филип фон Салм-Даун
Йохан Филип фон Салм-Даун (на немски: Johann Philipp von Salm-Dhaun; * 28 октомври 1645, дворец Даун; † 25 или 26 юни 1693 или 6 юли 1693, Даун) е граф на Салм/Залм и вилд- и рейнграф в Даун.

## Произход
Той е вторият син на вилд- и рейнграф Йохан Лудвиг фон Салм-Даун (1620 – 1673) и първата му съпруга графиня Елизабет фон Салм-Пютлинген, вилд и рейнграфиня в Ньофвил (1620 – 1653), дъщеря на граф, вилд и рейнграф Йохан Георг фон Залм-Нойфвил († 1650) и графиня Маргарета фон Мансфелд-Хинтерорт-Пютлинген (1592 – 1638). Баща му се жени втори път на 31 август 1649 г. в Нойенщайн за графиня Ева Доротея фон Хоенлое-Валденбург (1624 – 1678). По-големият му брат Фридрих Филип фон Салм-Даун (* 20 октомври 1644; † октомври 1668) е убит в битка през октомври 1668 г.
Йохан Филип фон Салм-Даун умира на 25/26 юни или 6 юли 1693 г. в Даун на 47 години и е погребан в „Св. Йоханисберг“.

## Фамилия
Йохан Филип фон Салм-Даун се жени на 11 ноември 1671 г. в Отвайлер за графиня Анна Катарина фон Насау-Саарбрюкен-Отвайлер (* 20 януари 1653, Отвайлер; † 15 февруари 1731, Даун), сестра на Фридрих Лудвиг фон Насау-Отвайлер (1651 – 1728), дъщеря на граф Йохан Лудвиг фон Насау-Отвайлер (1625 – 1690) и пфалцграфиня Доротея Катарина фон Пфалц-Биркенфелд-Бишвайлер (1634 – 1715). Те имат десет деца:
- София Доротея фон Даун (* 28 юни 1674; † 1686)
- Карл фон Салм-Даун (* 21 септември 1675, Даун; † 26 март 1733, Даун), женен на 19 януари 1704 г. в Отвайлер за графиня Луиза фон Насау-Отвайлер (* 17 декември 1686, Отвайлер; † 16 април 1773, Даун), дъщеря на чичо му граф Фридрих Лудвиг фон Насау-Отвайлер (1651 – 1728)
- Лудвиг Филип фон Даун (* 1672/1676; † 167?)
- Кристиан фон Даун (* 11 боември 1677; † 1679)
- Филип Магнус фон Даун (* 14 февруари 1679; † 25/26 август 1709)
- Кристиан Ото фон Даун (* 14 април 1680; † 24 април 1748)
- Мориц фон Даун (* 1683; † 1683)
- Валрад фон Салм-Даун (* 26 април 1686; † 18 септември 1730), женен на 8 февруари 1721 г. в Отвайлер за графиня Доротея фон Насау-Отвайлер (* 18 март 1692, Отвайлер; † 17 декември 1740, Путеланге, Мозел), сестра на снаха му Луиза фон Насау-Отвайлер
- Лудовика Филипина Катарина фон Даун (* 22/23 юни 1687; † септември 1732)
- Йохан Лудвиг фон Даун (* 1692; † 1694)